# Igor Wladimirowitsch Kanygin
Igor Wladimirowitsch Kanygin (russisch Игорь Владимирович Каныгин; * 6. Juni 1956 in Wizebsk) ist ein ehemaliger sowjetischer Ringer. Er wurde 1981 und 1983 Weltmeister im griechisch-römischen Stil im Halbschwergewicht.

## Werdegang
Igor Kanygin begann 1968 an einer Sportschule in Witebsk mit dem Ringen. Durch großen Trainingseifer kämpfte er sich Schritt für Schritt nach vorne, bis er 1978 in die sowjetische Nationalmannschaft im Ringen aufgenommen wurde. Den Hauptverdienst dazu hatte sein Witebsker Trainer Wladimir Isapolski, der ihn viele Jahre lang betreute. Igor Kanygin war ein ausgesprochen zäher und harter, doch immer fairer Ringer, der äußerlich gar nicht so stark wirkte. Seinen ersten Einsatz bei einer internationalen Meisterschaft hatte er 1978 bei der Europameisterschaft in Oslo, bei der er jedoch – für einen sowjetischen Ringer überraschend – Lehrgeld bezahlen musste, als er seine beiden ersten Kämpfe gegen Petre Dicu aus Rumänien sowie Czesław Kwieciński aus Polen verlor und ausschied.
Nach diesen Niederlagen wurde er erst wieder bei der Europameisterschaft 1980 in Prievidza eingesetzt, nachdem er sich in der Sowjetunion bei einigen Meisterschaften als der beste Ringer des Landes im Halbschwergewicht erwiesen hatte. In Prievidza wurde Igor in überzeugender Manier Europameister, wobei er den favorisierten Weltmeister Frank Andersson aus Schweden, mit dem er sich noch viele harte Gefechte liefern sollte, gleich in der ersten Runde besiegte. Bei den Olympischen Spielen 1980 in Moskau musste er sich mit der Silbermedaille begnügen, als der Ungar Norbert Növényi ihn im Finale besiegte und die Goldmedaille gewann.
Bei der Weltmeisterschaft 1981 in Oslo gewann Igor Kanygin seinen ersten Weltmeistertitel. Im Finale schlug er erneut Frank Andersson nach Punkten.
1982 wurde Igor in Warna wieder Europameister vor Frank Andersson. Bei der Weltmeisterschaft desselben Jahres in Kattowitz belegte er den dritten Platz. Diesmal war Frank Andersson der Sieger.
Das Jahr 1983 sollte das erfolgreichste für Igor werden. Er wurde im Frühjahr Europameister in Budapest und im Herbst Weltmeister in Kiew. Beide Male besiegte er im Finale den Bulgaren Atanas Komtschew nach Punkten. Gegen ihn verlor er jedoch überraschend im Finale der Europameisterschaft 1984 in Jönköping. Bei den Olympischen Spielen 1984 in Los Angeles konnte Igor Kanygin wegen des Boykotts dieser Spiele durch die sozialistischen Staaten nicht teilnehmen.
1985 war das letzte Jahr mit großen internationalen Erfolgen für Igor Kanygin. Er wurde in Leipzig Europameister im Halbschwergewicht ohne Fehlpunkt. Atanas Komtschew war allerdings nicht am Start. Bei der Weltmeisterschaft desselben Jahres im norwegischen Kolbotn verlor Igor nach Punkten gegen den bis dahin nicht so stark ringenden Amerikaner Michael Houck, der Weltmeister wurde.
1986 wurde Igor Kanygin weder bei der Europameisterschaft noch bei der Weltmeisterschaft eingesetzt, gewann aber in diesem Jahr ein international hochklassig besetztes Weltcupturnier in Oak Lawns in den USA. 1987 startete er bei der Europameisterschaft in Tampere eine Gewichtsklasse höher im Schwergewicht und belegte den 5. Platz. Als er bei einem FILA-Turnier desselben Jahres gar nur den 9. Platz belegte, war seine internationale Karriere als Ringer beendet.
Igor Kanygin ließ sich zum Ringertrainer ausbilden und war lange Jahre Trainer bei einem Wizebsker Ringerclub. Im Jahr 2002 siedelte er nach Dänemark über und ist seither Trainer beim Ringerverein "Thor" Nyköbing.
Igor Kanygin war auch in der Bundesrepublik Deutschland gut bekannt. Er startete einige Male mit großem Erfolg beim Großen Preis der BRD in Aschaffenburg und Freiburg im Breisgau.

## Internationale Erfolge
| Jahr | Platz  | Wettbewerb                                                          | Gewichtsklasse | Ergebnisse |
| 1978 | 1.     | Klippan-Turnier                                                     | Halbschwer     | vor Keiji Manni, Finnland und Frank Andersson, Schweden |
| 1978 | 9.     | EM in Oslo                                                          | Halbschwer     | nach Niederlagen gegen Petre Dicu, Rumänien und Czesław Kwieciński, Polen |
| 1980 | 1.     | EM in Prievidza                                                     | Halbschwer     | mit Siegen über Frank Andersson, Schweden, Ladislaw Bojko, CSSR und Stojan Nikolow, Bulgarien; im Kampf Kanygin gegen Dicu wurden beide Ringer disqualifiziert, was für Kanygin ohne negative Auswirkungen blieb |
| 1980 | Silber | OS in Moskau                                                        | Halbschwer     | nach Siegen über Stojan Iwanow, Bulgarien, Czeslaw Kwieciński und Frank Andersson und Niederlagen gegen Petre Dicu und Norbert Növényi, Ungarn                                                                   |
| 1981 | 1.     | Großer Preis der Bundesrepublik Deutschland in Aschaffenburg        | Halbschwer     | vor Alexander Dubrowski, UdSSR, Christer Gullden, Schweden, Frank Andersson, Franz Pitschmann, Österreich und Zbigniew Tobejko, Polen                                                                            |
| 1981 | 1.     | WM in Oslo                                                          | Halbschwer     | mit Siegen über Iwan Petrow, Bulgarien, Michael Houck, USA, Jose Poll, Kuba, Janos Fodor, Rumänien und Frank Andersson                                                                                           |
| 1982 | 1.     | EM in Warna                                                         | Halbschwer     | vor Frank Andersson, Atanas Komtschew, Bulgarien, Ilie Matei, Rumänien, Georgios Pozidis, Griechenland und Kopas, Jugoslawien                                                                                    |
| 1982 | 1.     | Großer Preis der Bundesrepublik Deutschland in Freiburg im Breisgau | Halbschwer     | vor Waleri Dolgich, UdSSR, Uwe Sachs, BRD, Pedro Pawlidis, BRD, Steve Fraser, USA und Georgios Pozidis, Griechenland                                                                                             |
| 1982 | 3.     | WM in Kattowitz                                                     | Halbschwer     | hinter Frank Andersson und Atanas Komtschew und vor Ilie Matei, Jindrich Durcak, CSSR und Boguslaw Dabrowski, Polen                                                                                              |
| 1982 | 1.     | Welt-Cup-Turnier in Budapest                                        | Halbschwer     | vor Norbert Növenyi und Franz Pitschmann, Österreich |
| 1983 | 2.     | Klippan-Turnier                                                     | Halbschwer     | hinter Atanas Komtschew, vor Frank Andersson, Waleri Dolgich, Jan Dolgowics, Polen und Lars-Erik Nilsson, Schweden                                                                                               |
| 1983 | 1.     | EM in Budapest                                                      | Halbschwer     | vor Atanas Komtschew, Ilie Matei, Norbert Növenyi, Uwe Neupert, DDR und Bernhard Ban, Jugoslawien |
| 1983 | 1.     | WM in Kiew                                                          | Halbschwer     | vor Atanas Komtschew, Norbert Növeny, Georgios Pozidis, Ilie Matei und Jindrich Durcak |
| 1984 | 1.     | Großer Preis der Bundesrepublik Deutschland in Freiburg im Breisgau | Halbschwer     | vor Uwe Sachs, BRD, Ilie Matei und Franz Marx, Österreich |
| 1984 | 2.     | EM in Jönköping                                                     | Halbschwer     | nach Siegen über Csaba Majoros, Jugoslawien, Bogdan Daras, Polen, Georgios Pozidis und Lajos Herczeg, Ungarn und einer Niederlage gegen Atanas Komtschew                                                         |
| 1984 | 1.     | Welt-Cup-Turnier in Seinäjoki                                       | Halbschwer     | vor Toni Hannula, Finnland, Atanas Komtschew, Steve Fraser, Salah, Ägypten und Muto, Japan |
| 1985 | 1.     | EM in Leipzig                                                       | Halbschwer     | mit Siegen über Court, Frankreich, Kefalas, Griechenland, Herczeg und Hannula, Finnland |
| 1985 | 1.     | Großer Preis der Bundesrepublik Deutschland in Aschaffenburg        | Halbschwer     | vor Franz Pitschmann, Uwe Sachs, Reiner Weber, BRD, Bakker, Niederlande und Spiaschwili, Israel |
| 1985 | 2.     | WM in Kolbotn/Norwegen                                              | Halbschwer     | hinter Michael Houck, USA, vor Atanas Komtschew, Ilie Matei, Bogdan Merkiel, Polen und Frank Andersson |
| 1985 | 1.     | World-Super-Championship (inoffiziell) in Tokio                     | Halbschwer     | vor Steve Fraser, USA und Tam Higashide, Japan |
| 1986 | 1.     | Welt-Cup-Turnier in Oak Lawns/USA, GR                               | Schwer         | vor Dennis Koslowski, USA, Tamás Gáspár, Ungarn und Héctor Milián, Kuba |
| 1987 | 5.     | EM in Tampere                                                       | Schwer         | hinter Ilja Wassiliew, Bulgarien, Vasile Andrei, Rumänien, Jörg Kotte, DDR, Josef Tertelj, Jugoslawien und vor Keji Manni, Finnland                                                                              |
| 1987 | 9.     | FILA-Grand-Prix-Gala in Budapest                                    | Schwer         | Sieger: Vasile Andrei vor Ilja Wassiliew und Dennis Koslowski |

## Sowjetische Meisterschaften
| Jahr | Platz | Gewichtsklasse | Ergebnisse                                      |
| 1980 | 1.    | Halbschwer     | vor Sergej Golubowitsch und Nikolai Ruchtin     |
| 1981 | 2.    | Halbschwer     | hinter Alexander Dubrowski, vor R. Samaldinow   |
| 1982 | 1.    | Halbschwer     | vor Waleri Dolgich und Walentin Tschebrukow     |
| 1983 | 3.    | Halbschwer     | hinter Walentin Tschebrukow und Waleri Schdanow |
| 1984 | 1.    | Halbschwer     | vor Wladimir Popow und Chavas-Bautin Mulajew    |
| 1987 | 1.    | Halbschwer     | vor Guram Gedechauri und Roman Belkin           |
| 1988 | 3.    | Schwer         | hinter Anatoli Fedorenko und Guram Gedechauri   |

Erläuterungen
- alle Wettkämpfe im griechisch-römischen Stil
- OS = Olympische Spiele, WM = Weltmeisterschaft, EM = Europameisterschaft
- Halbschwergewicht damals bis 90 kg und Schwergewicht bis 100 kg Körpergewicht